# Шед (река)
Шед (венг. Séd [ˈʃeːd]) — река в западной Венгрии, севернее озера Балатон длиной 70 километров. Протекает через город Веспрем, через медье Фейер и впадает в реку Шарвиз. Название реки происходит от устаревшего и почти уже не используемого венгерского слова séd.
Река стекает со склонов горного массива Баконь севернее Херенда. На востоке она минует Замковый холм, а затем, делая крутой поворот на север, течёт к Золотой долине. Минуя город Веспрем, река снова поворачивает на восток. Далее река продолжается искусственными каналами.
В Веспреме через Шед построено двенадцать автодорог и железнодорожный мост. Наиболее известным среди них является мост Святого Стефана.
Во время основания ордена Святого Бенедикта, в 1037 году, воды реки использовались для вращения колёс мельницы. К 1876 году в Веспреме уже работало 15 мельниц. К середине XX века они закрылись, хотя сами здания мельниц стоят.
Из-за весенних паводков, живущим вдоль неё людям пришлось пережить разрушительные наводнения — Шед разливался в 1803, 1847, 1889, 1904 и 1940 годах. В конце 1950-х река разливалась, но снова быстро вошла в русло.